# 范苏圆
范苏圆（1996年8月1日—）是一名中國女子冰壺運動員。她代表中國參加2022年冬季奧林匹克運動會混合雙人冰壺比賽。

## 生平
范苏圆來自於吉林省敦化市。初中时开始练习速度滑冰，后来转项冰壶。她曾搭档南佳文主攻混双项目。2022年2月2日起，与凌智代表中国参加2022年冬季奥林匹克运动会混合双人冰壶比赛。

## 外部連結
- 范苏圆的新浪微博